# Gary Jules

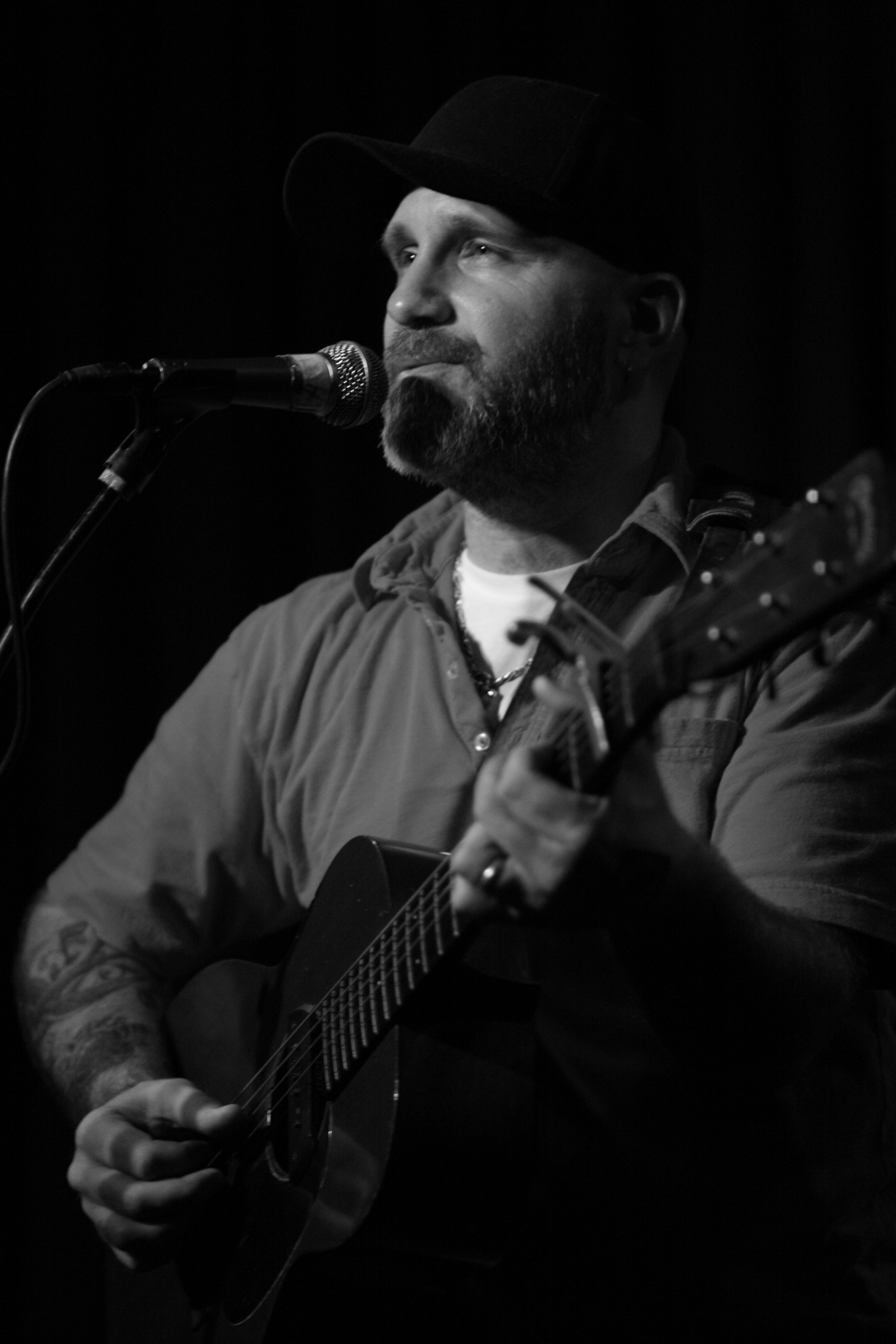
Gary Jules bei einem Liveauftritt im Hotel Café in Los Angeles (2008)

Gary Jules Aguirre (* 19. März 1969 in San Diego, Kalifornien) ist ein US-amerikanischer Musiker.

## Karriere
Für den Film Donnie Darko von Regisseur Richard Kelly nahm Jules zusammen mit seinem Schulfreund Michael Andrews, der den Soundtrack des Films zusammenstellte, eine Coverversion des Tears-for-Fears-Klassikers Mad World auf.
Ende 2003, zwei Jahre nach Veröffentlichung des Films, entwickelte sich das Lied zu einem kommerziellen Erfolg und erreichte als Weihnachts-Nummer-eins-Hit Platz 1 in den britischen Charts.

## Diskografie

### Studioalben
| Jahr | Titel                            | Höchstplatzierung, Gesamtwochen, AuszeichnungChartplatzierungen (Jahr, Titel, Platzierungen, Wochen, Auszeichnungen, Anmerkungen) | Höchstplatzierung, Gesamtwochen, AuszeichnungChartplatzierungen (Jahr, Titel, Platzierungen, Wochen, Auszeichnungen, Anmerkungen) | Höchstplatzierung, Gesamtwochen, AuszeichnungChartplatzierungen (Jahr, Titel, Platzierungen, Wochen, Auszeichnungen, Anmerkungen) | Anmerkungen                                                                |
| Jahr | Titel                            | DE | UK | US | Anmerkungen                                                                |
| ---- | -------------------------------- | --- | --- | --- | -------------------------------------------------------------------------- |
| 1998 | Greetings from the Side          | — | — | — | Erstveröffentlichung: 4. August 1998                                       |
| 2001 | Trading Snakeoil for Wolftickets | DE92* (2 Wo.)DE | UK12* (4 Wo.)UK | US144* (2 Wo.)US | Erstveröffentlichung: 15. November 2001 *Charteinstieg erst im Januar 2004 |
| 2006 | Gary Jules                       | — | — | — | Erstveröffentlichung: 3. August 2006                                       |
| 2008 | Bird                             | — | — | — | Erstveröffentlichung: 2008                                                 |

### Singles
| Jahr | Titel Album                                   | Höchstplatzierung, Gesamtwochen, AuszeichnungChartplatzierungen (Jahr, Titel, Album, Platzierungen, Wochen, Auszeichnungen, Anmerkungen) | Höchstplatzierung, Gesamtwochen, AuszeichnungChartplatzierungen (Jahr, Titel, Album, Platzierungen, Wochen, Auszeichnungen, Anmerkungen) | Höchstplatzierung, Gesamtwochen, AuszeichnungChartplatzierungen (Jahr, Titel, Album, Platzierungen, Wochen, Auszeichnungen, Anmerkungen) | Höchstplatzierung, Gesamtwochen, AuszeichnungChartplatzierungen (Jahr, Titel, Album, Platzierungen, Wochen, Auszeichnungen, Anmerkungen) | Anmerkungen                                                              |
| Jahr | Titel Album                                   | DE | AT | CH | UK | Anmerkungen                                                              |
| ---- | --------------------------------------------- | --- | --- | --- | --- | ------------------------------------------------------------------------ |
| 2003 | Broke Window Trading Snakeoil for Wolftickets | — | — | — | UK83 (1 Wo.)UK | Erstveröffentlichung: 2003                                               |
| 2003 | Mad World Trading Snakeoil for Wolftickets    | DE3 ×3Dreifachgold · (42 Wo.)DE | AT13 (35 Wo.)AT | CH23 (38 Wo.)CH | UK1 Platin · (25 Wo.)UK | Erstveröffentlichung: 15. Dezember 2003 Michael Andrews feat. Gary Jules |